# Campeonato Mundial de Atletismo de 2013 - 5000 m masculino
A prova dos 5000 metros masculino do Campeonato Mundial de Atletismo de 2013 foi disputada entre 13 e 16 de agosto no Estádio Lujniki, em Moscou. 

## Recordes
Antes desta competição, os recordes mundiais e do campeonato nesta prova eram os seguintes:
| Tipo                  | Atleta          | Tempo    | Local       | Data                 | Ref |
| --------------------- | --------------- | -------- | ----------- | -------------------- | --- |
|                       | Kenenisa Bekele | 12:37:35 | Hengelo     | 31 de maio de 2004   | ver |
| Recorde do campeonato | Eliud Kipchoge  | 12:52:79 | Saint-Denis | 31 de agosto de 2003 | ver |

## Medalhistas
| Ouro           | Prata                 | Bronze            |
| Mo Farah (GBR) | Hagos Gebrhiwet (ETH) | Isiah Koech (KEN) |

## Cronograma
| Data         | Hora  | Evento   |
| ------------ | ----- | -------- |
| 13 de agosto | 10:20 | Baterias |
| 16 de agosto | 20:45 | Final    |

Todos os horários são horas locais (UTC +4)

## Resultados

### Baterias
Qualificação: Os 5 de cada bateria (Q) e os 5 mais rápidos (q) avançam para a final. 
| Classificação. | Bateria | Atleta               | Nacionalidade  | Tempo    | Nota |
| -------------- | ------- | -------------------- | -------------- | -------- | ---- |
| 1              | 2       | Muktar Edris         | Etiópia        | 13:20.82 | Q    |
| 2              | 2       | Edwin Soi            | Quênia         | 13:21.44 | Q    |
| 3              | 2       | Isaiah Koech         | Quênia         | 13:22.19 | Q    |
| 4              | 1       | Hagos Gebrhiwet      | Etiópia        | 13:23.22 | Q    |
| 5              | 1       | Yenew Alamirew       | Etiópia        | 13:23.48 | Q    |
| 6              | 1       | Bernard Lagat        | Estados Unidos | 13:23.59 | Q    |
| 7              | 2       | Galen Rupp           | Estados Unidos | 13:23.91 | Q    |
| 8              | 2       | Mo Farah             | Grã-Bretanha   | 13:23.93 | Q    |
| 9              | 1       | Thomas Longosiwa     | Quênia         | 13:23.94 | Q    |
| 10             | 1       | Ryan Hill            | Estados Unidos | 13:24.19 | Q    |
| 11             | 1       | Elroy Gelant         | África do Sul  | 13:25.07 | q    |
| 12             | 2       | Dejenee Regassa      | Bahrein        | 13:25.21 | q    |
| 13             | 1       | Brett Robinson       | Austrália      | 13:25.38 | q    |
| 14             | 1       | Sindre Buraas        | Noruega        | 13:26.69 | q    |
| 15             | 1       | Zane Robertson       | Nova Zelândia  | 13:27.89 | q    |
| 16             | 2       | Othmane El Goumri    | Marrocos       | 13:31.08 |      |
| 17             | 1       | John Kipkoech        | Quênia         | 13:31.21 |      |
| 18             | 2       | Ben St Lawrence      | Austrália      | 13:33.64 |      |
| 19             | 1       | Phillip Kipyeko      | Uganda         | 13:33.68 |      |
| 20             | 1       | Arne Gabius          | Alemanha       | 13:34.26 |      |
| 21             | 2       | Alemayehu Bezabeh    | Espanha        | 13:34.68 |      |
| 22             | 2       | Byron Piedra         | Equador        | 13:35.38 |      |
| 23             | 2       | Yuki Sato            | Japão          | 13:37.07 |      |
| 24             | 1       | Aziz Lahbabi         | Marrocos       | 13:37.75 |      |
| 25             | 2       | Diego Estrada        | México         | 13:48.38 |      |
| 26             | 1       | Sergio Sánchez       | Espanha        | 13:52.05 |      |
| 27             | 2       | Rinas Akhmadeev      | Rússia         | 13:58.38 |      |
| 28             | 2       | Jake Robertson       | Nova Zelândia  | 14:09.50 |      |
| 29             | 1       | Grevazio Mpani       | Malawi         | 14:15.65 |      |
| 30 !           | 1       | Abdoulaye Abdelkarim | Chade          | DNS      |      |
| 30 !           | 2       | Moses Ndiema Kipsiro | Uganda         | DNS      |      |

### Final
A final foi iniciada às 20:45. 
| Classificação.    | Atleta           | Nacionalidade  | Tempo    | Nota |
| ----------------- | ---------------- | -------------- | -------- | ---- |
| Medalha de ouro   | Mo Farah         | Grã-Bretanha   | 13:26.98 |      |
| Medalha de prata  | Hagos Gebrhiwet  | Etiópia        | 13:27.26 |      |
| Medalha de bronze | Isiah Koech      | Quênia         | 13:27.26 |      |
| 4                 | Thomas Longosiwa | Quênia         | 13:27.67 |      |
| 5                 | Edwin Soi        | Quênia         | 13:29.01 |      |
| 6                 | Bernard Lagat    | Estados Unidos | 13:29.24 |      |
| 7                 | Muktar Edris     | Etiópia        | 13:29.56 |      |
| 8                 | Galen Rupp       | Estados Unidos | 13:29.87 |      |
| 9                 | Yenew Alamirew   | Etiópia        | 13:31.27 |      |
| 10                | Ryan Hill        | Estados Unidos | 13:32.69 |      |
| 11                | Dejenee Regassa  | Bahrein        | 13:34.54 |      |
| 12                | Elroy Gelant     | África do Sul  | 13:43.68 |      |
| 13                | Sindre Buraas    | Noruega        | 13:45.67 |      |
| 14                | Zane Robertson   | Nova Zelândia  | 13:46.55 |      |
| 15                | Brett Robinson   | Austrália      | 14:03.77 |      |

Legenda
| Recorde mundial       | Recorde mundial (World record)               |                       | Recorde africano                      | Recorde africano (African) |                                           | Q | Classificado por posição (Qualified) |
| Recorde do campeonato | Recorde do campeonato (Championship record)  | Recorde da América    | Recorde da América (Americas)         | q                          | Classificado por melhor tempo (Qualified) |   |                                      |
| Melhor marca do ano   | Melhor marca do ano (World leading)          | Recorde asiático      | Recorde asiático (Asian)              | DNS                        | Não largou (Did not start)                |   |                                      |
| Recorde nacional      | Recorde nacional (National record)           | Recorde europeu       | Recorde europeu (European)            | DNF                        | Não terminou (Did not finish)             |   |                                      |
| Recorde pessoal       | Recorde pessoal do atleta (Personal best)    | Recorde da Oceania    | Recorde da Oceania (Oceania)          | DSQ / DQ                   | Desclassificado (Disqualified)            |   |                                      |
| Recorde da temporada  | Recorde da temporada do atleta (Season best) | Recorde sul-americano | Recorde sul-americano (South America) | NM                         | Sem marca (No mark)                       |   |                                      |